# César Charlone
César Charlone (* 1958 in Montevideo) ist ein uruguayischer Kameramann.

## Leben
Charlone arbeitete erstmals 1984 bei dem Dokumentarfilm Em Nome da Segurança Nacional als Kameramann und wirkte danach bei verschiedenen brasilianischen Filmproduktionen mit. Größere Bekanntheit erlangte er 2002 durch Fernando Meirelles’ City of God, für den er eine Oscar-Nominierung in der Kategorie Beste Kamera erhielt. Für die Fernsehserie City of Men, mit der Meirelles an den Film anknüpft, schrieb er das Drehbuch des Pilotfilms und führte Regie.
2007 führte er erstmals Regie bei einem Spielfilm. El baño del Papa – Das große Geschäft gewann zahlreiche Preise bei verschiedenen Filmfestivals und wurde als Beitrag Uruguays für den besten fremdsprachigen Film eingereicht, aber nicht nominiert.

## Filmografie (Auswahl)
- 2002: City of God (Cidade de Deus)
- 2005: Der ewige Gärtner (The Constant Gardener)
- 2007: El baño del Papa – Das große Geschäft
- 2008: Die Stadt der Blinden (Blindness)
- 2017: Barry Seal – Only in America (American Made)
- 2019: Die zwei Päpste (The Two Popes)
- 2024: John Sugar (Sugar, Miniserie)